# Kazimierz Frelkiewicz
Kazimierz Frelkiewicz (ur. 20 lutego 1940 w Pogrzybowie) – polski koszykarz, reprezentant kraju.
Podpora polskiej reprezentacji koszykarskiej na pozycji obrońcy. Przez wiele lat występował w barwach biało-czerwonych na imprezach najwyższej rangi. Rozegrał w reprezentacji narodowej 183 mecze, podczas których zdobył 712 punktów. Był świetnym obrońcą i rozdzielającym piłki, sam zdobywał niezbyt dużo punktów. Jeden z najbardziej utytułowanych polskich koszykarzy w historii tej dyscypliny. Multimedalista mistrzostw Polski oraz Europy, również dwukrotny olimpijczyk. Uczestniczył w trzech kolejnych mistrzostwach Europy oraz jedynych w historii polskiej koszykówki mistrzostwach świata.

## Osiągnięcia i wyróżnienia
Reprezentacja
- Wicemistrz Europy (1963)
- 2-krotny brązowy medalista mistrzostw Europy (1965, 1967)
- Zdobywca Pucharu Narodów (1966 – Francja)[1]
- Uczestnik:
  - mistrzostw:
    - świata (1967 – Montevideo, Urugwaj – 5. miejsce)
    - Europy (1963, 1965, 1967)

  - igrzysk olimpijskich (1964 – Tokio, 1968, Meksyk – 2-krotnie 6. miejsce)

Klubowe
- 2-krotny mistrz Polski (1965, 1970)
- 3-krotny wicemistrz Polski (1963-64, 1972)
- 7-krotny brązowy medalista mistrzostw Polski (1960, 1966, 1967, 1969, 1971,  1973, 1974)
- 4-krotny zdobywca Pucharu Polski (1957, 1959, 1971–1973)
- Finalista Pucharu Polski (1971)

Odznaczenie
- Brązowy Medal za Wybitne Osiągnięcia Sportowe (1967)[2]

## Inne źródła
- Krzysztof Łaszkiewicz - Polska Koszykówka Męska 1928-2004